# René Altmann
René Altmann (* 9. Juli 1929 in Luzern; † 3. April 1978 in Wien) war ein österreichischer Lyriker.

## Leben
Altmann kam 1941 nach Wien. Er arbeitete als kaufmännischer Angestellter und im Ministerium für Soziale Verwaltung. Seine Texte waren von der Wiener Avantgarde beeinflusst und wurden ab den 1950er Jahren in Literaturzeitschriften veröffentlicht.

## Publikation
- Wir werden uns kaum mehr kennen. Das poetische Werk, Max Blaeulich (Hrsg.), Wieser Verlag, Klagenfurt 1993.